# Claudia Grimm
Claudia Grimm (* 1952 in Berlin) ist eine deutsche Performancekünstlerin. Sie wurde 2022 mit dem Performancepreis Schweiz ausgezeichnet.

## Werdegang
Nach ihrem Studium der Germanistik und Geographie an der FU Berlin, realisierte sie ab 1980 journalistische Arbeiten für Rundfunk und Print-Medien. 1989 kam sie in die Schweiz, lebt in Tägertschi und arbeitet seither mit Performances und partizipativen Langzeitprojekten, seit 2013 performt sie mit dem fiktiven Kunstkollektiv DARTS (disappearing artists).
Medium und Material ihrer Arbeiten ist Sprache. Sie baut ihre performativen Erzählungen auf alltäglichen Phänomenen auf, spitzt sie zu und mäandert zwischen Absurdem und Konkretem. Sie untersucht Sprechsituationen auf Inhalt, Gestus, Bedeutungen und Wissenstransfermöglichkeiten und kreiert Aktionen, Rundgänge, Vorlesungen, Workshops oder Lecture Performances als Mischform aus Konzept und Improvisation mit Text und Sprache.
Sie ist interessiert an den unterschiedlichen Konventionen, mit denen Kunstschaffende, Kuratierende, Theoretikerinnen und Kunstvermittler ihre Zugehörigkeiten zueinander inszenieren. Bestehende Codes in der Kunstwelt haben Claudia Grimm zu ihrem Langzeitprojekt DARTS (disappearing artists) inspiriert. Es besteht wesentlich aus ihren Erzählungen über die Arbeit mit dem neunköpfigen Künstlerkollektiv und braucht kaum materielle Ausstattung. Allein durch die vermittelnden Erläuterungen werden die Werke des Kollektivs für das Publikum sichtbar, seine Haltungen und Entwicklungen nachvollziehbar.
Parallel zu diesen Arbeiten findet auch die Zusammenarbeit mit der Performancekünstlerin Pascale Grau statt. In Live-Improvisationen experimentiert das Duo mit größtmöglicher Reduktion von Intention und Bedeutung. Bedeutungsfelder, die beispielsweise Kommunikationsfragmente mit Bildsequenzen verknüpfen, entstehen hier nur durch Koinzidenzen in Schleifen und Überschneidungen. Claudia Grimm betreibt den Kunstraum OSTGLEIS in Ostermundigen, ist Mitglied von Visarte Schweiz und Mitglied des Performance-Art-Network-Switzerland (PANCH).

## Kunstausbildung
- 2013–2015: Masterstudium an der HSLU
- 2015: Abschluss Master of Arts in Fine Arts with a Major in Art in Public Spheres, Luzern[8]

## Performances
- 2022: Getroffen-werden. Anleitung zu praktischen Übungen, mit Christoph Studer, Kunstmuseum Luzern[9]
- 2022: Performance – Reihe Neu Oerlikon, Zürich[10]
- 2021: Performance, bei Jubel und Girlanden, International Performance Art, Turbinenhalle, Giswil[11]
- 2020:Tun was man kann 2, mit Pascale Grau, 6x2 Performance-Duos, Kaskadenkondensator Basel[12]
- 2020: Die Vogelfrage, Performance, Kaskadenkondensator Basel[13]
- 2019: Der liebe lange Tag, Eile mit Weile – Zeit für Performance, akku, Emmenbrücke[14]

- 2019: Performance in Motion, mit Parvez Imam, Kunstraum Ostgleis, Bahnhof Ostermundigen[15]
- 2019: Aufstellung mit Interieur, mit Pascale Grau, Alte Synagoge Hegenheim[16]
- 2019: Les jours des éphémères, Festival für ephemere Kunst, 6. Ausgabe, Künstlerhaus s11, Solothurn[17]

- 2017: Overdubbing, mit Pascale Grau, DOCK, Basel[18] / neoscope 17 im Kunsthaus Zofingen, Kino Palass Zofingen
- 2016: über Anmut, Turbinenhalle Giswil, International Performance Art Festival, Giswil[19]
- 2016: Archivsimulation Performance, ProgrPerformancePlattformPPP, Bern
- 2015: Performativer Spaziergang Luzern, Live-Führung rund ums KKL, Rahmenprogramm, Performancepreis Schweiz, Kunstmuseum Luzern[20]
- 2015: Halbzeug Zwischennutzung, Installation / Performance, Vögele Kultur Zentrum Pfäffikon
- 2014: allhier – Kunstlauf durch Ostermundigen, ein performatives Textprojekt zur Eröffnung Kunstraum OSTGLEIS, Ostermundigen,
- 2014: Interview zu Dieter Roth, Performance, Kunsthaus Zug

## Ausstellungen (Auswahl)
- 2022: Elf akustische Portraits, Villa Renata, Basel[21]
- 2022: Ohren auf, Augen zu, Film ab, S11, Künstlerhaus Solothurn[22]

## Preise
2022: Performancepreis Schweiz und den Publikumspreis des Performancepreises Schweiz

## Presseecho
- 2014: Kunst-Stafette #17: Claudia Grimm – Journal B, von Magdalena Schindler[23]
- 2014: Berner Zeitung: Das Alltägliche wird zur Kunst, Simon Zurbrügg[24]
- 2016: Kulturblog Kultur Statt Bern, Für einen Franken und zehn Minuten von Mirko Schwab[25]
- 2022: Tagblatt, PERFORMANCEPREIS SCHWEIZ, Einmalige Darbietungen von analog bis multimedial – und zwei Preisträgerinnen von Edith Arnold[2]